# أندرس أولسون
أندرس أولسون (بالسويدية: Anders Ohlsson)‏ (6 ديسمبر 1959 - ) هو لاعب كرة قدم سويدي في مركز الهجوم. لعب مع نادي مالمو ونادي هلسينغبورغ ونادي تريليبورج ‏.

## وصلات خارجية
- أندرس أولسون على موقع الاتحاد الأوربي (الإنجليزية)